# Dacus pergulariae
Dacus pergulariae är en tvåvingeart som beskrevs av Munro 1938. Dacus pergulariae ingår i släktet Dacus och familjen borrflugor. Inga underarter finns listade i Catalogue of Life.